# У фрау Господині також є граф
«У фрау Господині також є граф» — західнонімецька пригодницька кінокомедія 1968 року, знята режисером Францем Антелем.

## Сюжет
Дія розгортається за часів правління Наполеона, а сюжет крутиться навколо божевільних пригод повії Сюзанни.

## У ролях
- Террі Тордей: Сюзанна, господиня з Лана / її власна племінниця
- Гаральд Лейпніц: Фердинанд
- Джеффрі Хантер: Граф Енріко
- Паскаль Петі: Герцогиня Еліза
- Жак Ерлен: Сен-Ладюк
- Густав Кнут: мер
- Ральф Вольтер: книготорговець
- Генріх Швайгер: Наполеон Бонапарт
- Карло Делле П'яне: Піпо
- Франц Муксенедер: Пумпернікель
- Фемі Бенуссі: Джованна
- Едвіж Фенек: Селін
- Ханнелоре Ауер: Софі
- Розмарі Ліндт: Берта
- Джудіт Дорніс: Дорін
- Анке Сірінг: Ф'яметта
- Аннамарія Сільвассі: Агата
- Даніела Джордано: Коралі
- Еріх Падалевський: фармацевт
- Бела Ерні: Андреа ді Санта Кроче
- Гвідо фон Саліс: Іполіт
- Ева Ваднаї: Бабушка
- Вольфганг Гесс: митник
- Марія Лендрок: Петронелла
- Гаррі Каленберг: трактирник

## Знімальна група
- Режисер: Франц Антель
- Сценарій: Курт Нахман, Гюнтер Еберт
- Продюсер: Карл Шоколл
- Композитор: Джанні Ферріо
- Оператор: Ганнс Матула
- Монтаж: Енцо Мікареллі, Лучано Анконетані